# 레오나르도 아세베도 리스
레오나르도 아세베도 리스(스페인어: Leonardo Acevedo Ruiz, 1996년 4월 18일~)는 콜롬비아의 축구 선수이다.

## 참고 문헌
- “레오나르도 아세베도 리스”. 《성남 FC》. 성남시민프로축구단.